# Golful Sfântul Laurențiu
Golful Sf. Laurențiu (în engleză Gulf of Saint Lawrence, în franceză Golfe du Saint Laurent) este locul de vărsare a fluviului Sf. Laurențiu în Oceanul Atlantic. El este delimitat de peninsula Labrador în nord, de Terra Nova în nord-est, iar în sud-vest de peninsula Gaspé, Noul Brunswick și insula Cap Breton.

## Insule
- Québec
  - Insulele Magdalena
  - Anticosti
- Terra Nova și Labrador
  - Terra Nova
- Noua Scoție
  - Insula Kap-Breton
- Insula Prințului Edward

1. ↑  Banque de noms de lieux du Québec, accesat în 9 septembrie 2024